# Hunkovce
Hunkovce este o comună slovacă, aflată în districtul Svidník din regiunea Prešov. Localitatea se află la altitudinea de 294 m deasupra n.m., se întinde pe o suprafață de 6,96 km2 și în 2017 număra 346 de locuitori. Se învecinează cu comuna Krajné Čierno.

## Istoric
Localitatea Hunkovce este atestată documentar din 1548.

## Demografie
| An:                | 1994 | 2004    | 2014   | 2024   |
| ------------------ | ---- | ------- | ------ | ------ |
| Număr de persoane: | 266  | 342     | 334    | 311    |
| Diferență:         |      | +28,57% | −2,33% | −6,88% |

| An:                | 2023 | 2024 |
| ------------------ | ---- | ---- |
| Număr de persoane: | 311  | 311  |
| Diferență:         |      | +0%  |